# アップダウンのトークイリュージョン
『アップダウンのトークイリュージョン』は、エフエム北海道（AIR-G'）で放送されていたラジオ番組。

## 概要
2015年1月に始まり、2025年1月に終了。主な企画として、北海道179市町村のご当地漫才コンプリートなどがあった。